# Yo-kai Watch 4
Yo-kai Watch 4 (妖怪ウォッチ4: ぼくらは同じ空を見上げている?, Yōkai Wotchi 4: Boku-ra wa onaji sorawomiagete iru, lett. "Yo-kai Watch 4: Stiamo guardando lo stesso cielo") è un videogioco di ruolo sviluppato e pubblicato da Level-5 per Nintendo Switch nel 2019. Come indicato dal nome, è il quarto gioco della serie principale di Yo-kai Watch; a differenza del precedente Yo-kai Watch 3 è stato pubblicato solo in Giappone il videogioco è inedito in occidente,nel giugno 2019. Una versione migliorata intitolata Yo-kai Watch 4++ è stata distribuita per Switch e PlayStation 4 in Giappone nel dicembre 2019.

## Modalità di gioco
Il gioco è ambientato in tre mondi separati e in periodi diversi, ciascuno associato a uno dei personaggi principali: Natsume (30 anni dopo i primi tre giochi), Nate (contemporaneo ai primi tre giochi) e Shin (30 anni prima dei primi tre giochi).
Yo-kai Watch 4 ha introdotto un nuovo sistema di movimento 3D in free roaming che è più simile ai giochi di ruolo 3D standard, a differenza dei giochi precedenti che avevano una prospettiva dall'alto verso il basso. Il gioco ha anche implementato un nuovo sistema di battaglia in cui, i giocatori possono controllare direttamente i personaggi giocabili per combattere i nemici, a differenza dei capitolo precedenti dove venivano mandati in battaglia solo gli Yo-kai amici. È possibile formare un gruppo con 1 personaggio umano e 3 Yo-kai e i giocatori possono passare liberamente tra i personaggi umani e Yo-kai durante la battaglia. I personaggi Yo-kai del gruppo che non sono controllati dal giocatore si comporteranno diversamente in battaglia a seconda della loro personalità, un sistema simile ai precedenti giochi Yo-kai Watch. Inoltre, i personaggi umani assorbono l'elemento "Yo-ki" durante la battaglia sia per attaccare gli Yo-kai nemici, sia per curare i membri del gruppo. Nel gioco compaiono anche quattro personaggi dell'anime Yo-kai Watch Shadowside: Natsume Amano, suo fratello Keisuke Amano, Akinori Arihoshi e Touma Tsukinami. Il filmato del gameplay è stato pubblicato al Tokyo Game Show 2018. Rispetto ai giochi precedenti della serie, tutti distribuiti per Nintendo 3DS, Yo-kai Watch 4 utilizza il rendering 3D sia per l'esplorazione del mondo in Sakura New Town che per le scene di battaglia. Per aiutare la navigazione, un Naviwoof (che assume le sembianze di un cane spettrale) condurrà i giocatori a destinazione.